# 奧納河
奧納河是俄羅斯的河流，屬於烏達河的右支流，由布里亞特共和國負責管轄，河道全長160公里，流域面積3,850平方公里，河水主要來雨水和融雪，每年十月至翌年五月結冰。